# Rasmus Pedersen
Rasmus Pedersen, född den 29 maj 1840, död den 2 maj 1905, var en dansk växtfysiolog.
Pedersen blev cand. med. 1869, studerade 1872—76 växtfysiologi i Tyskland, i Leipzig hos Schenk och i Würzburg hos Sachs. Han var en kort tid föreståndare för Carlsberg Laboratoriums fysiologiska avdelning, blev 1879 docent och 1887 professor vid Köpenhamns universitet. Utöver mindre uppsatser om växt, andedräkt och liknande offentliggjorde Pedersen 1883 ett band av sine utförliga föreläsningar över växtfysiologi. Där lämnas en grundlig redogörelse för utvecklingen av kunskapen om växternas näring.